# I Still Have Faith in You
I Still Have Faith In You (englisch für „Ich glaube immer noch an dich/euch“) ist ein Lied der schwedischen Popgruppe ABBA. Es wurde am 2. September 2021 zusammen mit Don’t Shut Me Down in einem Livestream vorgestellt. Das zugehörige Album Voyage erschien am 5. November 2021.

## Veröffentlichung
Die Veröffentlichung war ursprünglich für Dezember 2018 geplant. Wegen technischer Probleme musste der Termin allerdings mehrfach verschoben werden.

## Inhalt
Die Ballade behandelt die enge Freundschaft, die die vier Bandmitglieder auch nach 40 Jahren noch verbindet.

„When Benny played the melody, I just knew it had to be about us“

Wesentliche Teile der Melodie basieren auf einem Instrumentalstück von Benny Andersson aus dem Jahr 2015, Kyssen („Der Kuss“), aus dem Soundtrack zum schwedischen Film Zirkel (Cirkeln) von Levan Akin.

## Rezeption

### Preise
ABBA erhielt für das Lied eine Grammy-Nominierung in der Kategorie „Record of the Year“. Für die Band war es die erste Grammy-Nominierung überhaupt.

### Charts und Chartplatzierungen
| ChartsChartplatzierungen     | Höchstplatzierung | Wochen |
| ---------------------------- | ----------------- | ------ |
| Deutschland (GfK)            | 3 (4 Wo.)         | 4      |
| Norwegen (IFPI)              | 13 (1 Wo.)        | 1      |
| Österreich (Ö3)              | 19 (1 Wo.)        | 1      |
| Schweden (GLF)               | 2 (7 Wo.)         | 7      |
| Schweiz (IFPI)               | 6 (4 Wo.)         | 4      |
| Vereinigtes Königreich (OCC) | 14 (3 Wo.)        | 3      |

### Auszeichnungen für Musikverkäufe
| Land/Region     | Auszeichnungen für Musikverkäufe (Land/Region, Auszeichnung, Verkäufe) | Verkäufe |
| --------------- | ---------------------------------------------------------------------- | -------- |
| Schweden (IFPI) | Platin                                                                 | 80.000   |
| Insgesamt       | 1× Platin ·                                                            | 80.000   |

Hauptartikel: ABBA/Auszeichnungen für Musikverkäufe